# Římskokatolická farnost – děkanství Dobrovice
Římskokatolická farnost – děkanství Dobrovice (lat. Dobravicium)  je církevní správní jednotka sdružující římské katolíky na území města Dobrovice a v jeho okolí. Organizačně spadá do mladoboleslavského vikariátu, který je jedním z 10 vikariátů litoměřické diecéze. Centrem farnosti je kostel svatého Bartoloměje v Dobrovici.

## Historie farnosti
Datum založení farnosti není známo. Matriky jsou zachovány od roku 1673. Do roku 1766 byla farnost sídlem Dobrovického vikariátu, po přesunu vikářství do Mladé Boleslavi zůstal v Dobrovici pouze titul děkanství.

### Duchovní správcové vedoucí farnost
Začátek působnosti jmenovaného v duchovní správě farnosti od:
- Theodoricus, † 1370
- 1370   Martinus
- 1407   Wenceslaus, † 1414
- 1414   Joannes
- 1429   Valentinus
- Do r. 1644 Mathias Heintze
- 1671   Georgius  Gregorius Standler
- 1676   Nicolaus Kustrauch
- 1697   Christophorus a S. Carolo Borromeo Ord. Piar. Schol.
- 1698   Joannes Henricus Soukup
- 1708   Georgius Antonius Nerad
- 1719   Josephus Rudolphus Heysler
- 1724   Joannes Josephus Thoman
- 1748   Wenceslaus Kracher
- Carolus Ponieschitzky
- 1766   Joann. David Hlawaczek, † 8. 1. 1794
- 1792   Ioann. Wencesl. Netschada, † 14. 7. 1811
- 1811   dec. vacat, cap. Jos. Schmid
- 1811   Ioann. Linka, n. 11. 11. 1777 Neobolesl., o. 11. 9. 1801, † 20. 11. 1842
- 1843   Jos. Hoffmann, n. 5. 3. 1777 Neobolesl., o. 11. 9. 1801, † 23. 4. 1845
- 1846   Matth. Dobrohlav, n. 27. 9. 1781 Jičín, o. 30. 8. 1806, † 24. 9. 1865
- 1866   dec. vacat, adm. int. Anton. Zuman
- 1867   Franc. Černohouz, n. 16. 1. 1810 Turnau, o. 4. 8. 1834, † 8. 11. 1891
- 1891   dec. vacat, admin. int. Franc. Hartmann
- 1892   Franc. Hartmann, n. 22. 6. 1846 Leitmeritz, o. 19. 7. 1873, † 19. 6. 1910
- 1910   Joann. Sládeček, n. 1. 6. 1864 Dobrovice, o. 16. 5. 1889,  † 2. 1. 1955
- 1. 7. 1943   Vojtěch Metelka, děkan, n. 17. 2. 1902 Hoděšovice, o. 8. 9. 1929, †  1. 4. 1962
- 1. 5. 1955   Josef Němeček, děkan, n. 22. 9. 1910, † 30. 7. 1986
- 1. 9. 1986   Václav Vlasák, děkan
- 1. 9. 1996   Štefan Bednár OT, admin.
- 1. 1. 2003   František Janíček, admin., od 1. 1. 2019 děkan[4]

Kromě kněží stojících v čele farnosti, působili ve farnosti v průběhu její historie i jiní kněží. Většinou pracovali jako farní vikáři, kaplani, katecheté, výpomocní duchovní aj.

### Farní obvod
Z důvodu efektivity duchovní správy byl vytvořen farní obvod (kolatura) sestávající z přidružených farností spravovaných excurrendo z Dobrovice. Do tohoto obvodu k listopadu 2020 patří farnosti: Luštěnice, Rejšice a Žerčice.

## Území farnosti
Do farnosti náleží území obce:
- Bojetice
- Ctiměřice
- Dobrovice (Dobrawitz)[p 2]
- Holé Vrchy
- Chloumek
- Libichov
- Němčice
- Nepřevázka
- Pěčice
- Semčice
- Sýčina
- Týnec
- Úherce
- Vinařice

## Římskokatolické sakrální stavby a místa kultu na území farnosti
| | Fotografie | Stavba                                | Místo      | Bohoslužby                      | Zeměpisné souřadnice                                                                   | Status                     | Číslo kulturní památky                         |
| Kostely | Kostely    | Kostely                               | Kostely    | Kostely                         | Kostely                                                                                | Kostely                    | Kostely                                        |
| --- | ---------- | ------------------------------------- | ---------- | ------------------------------- | -------------------------------------------------------------------------------------- | -------------------------- | ---------------------------------------------- |
| 1. |            | Kostel sv. Bartoloměje                | Dobrovice  | bližší informace o bohoslužbách | severně od náměstí 50°22′14″ s. š., 14°57′50″ v. d.                                    | děkanský kostel            | 20334/2-1533 (Pk•MIS•Sez•Obr•WD) (Q21102652)   |
| 2. |            | Kostel sv. Prokopa                    | Semčice    | bližší informace o bohoslužbách | střed vsi 50°22′6″ s. š., 15°0′17″ v. d.                                               | filiální kostel            | 20442/2-1724 (Pk•MIS•Sez•Obr•WD) (Q25455076)   |
| 3. |            | Kostel sv. Václava                    | Sýčina     | bližší informace o bohoslužbách | západní okraj vsi 50°22′2″ s. š., 14°55′53″ v. d.                                      | filiální kostel            | 37633/2-1748 (Pk•MIS•Sez•Obr•WD) (Q(Q21150700) |
| 4. |            | Kostel sv. Anny                       | Týnec      | bližší informace o bohoslužbách | severovýchodní část vsi 50°22′29″ s. š., 14°58′53″ v. d.                               | filiální kostel            | 17450/2-1750 (Pk•MIS•Sez•Obr•WD) (Q24877368)   |
| Kaple |            |                                       |            |                                 |                                                                                        |                            |                                                |
| 5. |            | Kaple                                 | Vinařice   | bližší informace o bohoslužbách | 50°22′28″ s. š., 14°57′17″ v. d.                                                       | obecní kaple               | —                                              |
| 6. |            | Kaple                                 | Libichov   | bohoslužby příležitostně        | 50°21′8″ s. š., 14°55′3″ v. d.                                                         | obecní kaple               | —                                              |
| 7. |            | Kaple                                 | Němčice    | bohoslužby příležitostně        | 50°20′48″ s. š., 14°55′31″ v. d.                                                       | obecní kaple               | —                                              |
| 8. |            | Kaple                                 | Úherce     | bohoslužby příležitostně        |                                                                                        | obecní kaple               | —                                              |
| 9. |            | Kaple                                 | Dobrovice  | bohoslužby příležitostně        |                                                                                        | obecní kaple               | —                                              |
| 10. |            | Kaple                                 | Nepřevázka | bohoslužby příležitostně        | na návsi obce 50°22′47″ s. š., 14°55′2″ v. d.                                          | obecní kaple               | —                                              |
| Fara a farní hřbitovy |            |                                       |            |                                 |                                                                                        |                            |                                                |
| 11. |            | Fara                                  | Dobrovice  | —                               | Palackého náměstí 70 (za kostelem) 50°22′15″ s. š., 14°57′53″ v. d.                    | bývalé sídlo farního úřadu | 105513 (Pk•MIS•Sez•Obr•WD) (Q37174413)         |
| 12. |            | Hřbitov                               | Týnec      | bohoslužby příležitostně        | severovýchodní část vsi, kolem kostela sv. Anny 50°22′29″ s. š., 14°58′54″ v. d.       | farní hřbitov              | —                                              |
| 13. |            | Hřbitov                               | Sýčina     | bohoslužby příležitostně        | západní okraj vsi, část hřbitova u kostela sv. Václava 50°22′2″ s. š., 14°55′51″ v. d. | farní hřbitov              | —                                              |
| Sochy, venkovní kříže a zvonice |            |                                       |            |                                 |                                                                                        |                            |                                                |
| 14. |            | Sloup se sousoším Nejsvětější Trojice | Dobrovice  | —                               | jižní část obce, pp. 84/2 50°21′54″ s. š., 14°57′47″ v. d.                             | trojiční sloup             | 105513 (Pk•MIS•Sez•Obr•WD) (Q37174398)         |
| 15. |            | Socha sv. Václava                     | Dobrovice  | —                               | Václavská, při čp. 368, pp. 615/2 50°22′10″ s. š., 14°57′31″ v. d.                     | socha                      | 18872/2-1538 (Pk•MIS•Sez•Obr•WD) (Q37174467)   |
| 16. |            | Socha Anděla Strážného (podstavec)    | Dobrovice  | —                               | jižní část města 50°21′54″ s. š., 14°57′48″ v. d.                                      | socha                      | 16075/2-1536 (Pk•MIS•Sez•Obr•WD) (Q37174478)   |
| 17. |            | Katův kříž                            | Chloumek   | —                               | v lese na svazích Chlumu 50°23′39″ s. š., 14°55′37″ v. d.                              | kříž                       | (Q96586639)                                    |
| 18. |            | Kříž                                  | Nepřevázka | –                               | v severozápadní části obce, poblíž čp. 154 50°22′55″ s. š., 14°54′56″ v. d.            | obecní krucifix            | —                                              |
| 19. |            | Zvonička                              | Chloumek   | —                               | na návsi obce 50°22′56″ s. š., 14°55′47″ v. d.                                         | obecní zvonička            | —                                              |
| 20. |            | Zvonice                               | Pěčice     | —                               | před Tvrzí Pěčice 50°21′7″ s. š., 15°0′14″ v. d.                                       | obecní zvonice             | —                                              |
| Některé drobné sakrální stavby a pamětihodnosti lze dohledat zde v databázi Drobné sakrální památky Zaniklé sakrální stavby lze dohledat zde v databázi Poškozené a zničené kostely, kaple a synagogy v České republice |            |                                       |            |                                 |                                                                                        |                            |                                                |

Ve farnosti se mohou nacházet i další drobné sakrální stavby, místa římskokatolického kultu a pamětihodnosti, které neobsahuje tato tabulka.